# Coupe de Tunisie de football 1991-1992
Navigation
Coupe de Tunisie 1990-1991 Coupe de Tunisie 1992-1993
La coupe de Tunisie de football 1991-1992 est la 36e édition de la coupe de Tunisie depuis 1956, et la 61e en tenant compte des éditions jouées avant l'indépendance. Elle est organisée par la Fédération tunisienne de football (FTF).
Le Club africain, qui avait perdu ses six précédentes finales, renoue avec le succès en remportant sa neuvième coupe contre un autre spécialiste, le Stade tunisien, qui disputait à l'occasion sa dixième finale de coupe.

## Résultats

### Premier tour
Ce tour est disputé entre les clubs de division 3 et division 4 : 42 au Nord et 42 au Sud. 
- Mouldia sportive de Den Den - Astre sportif de Zaouiet Sousse : 2 - 1
- Union sportive de Sidi Bou Ali - Association Mégrine Sport : 0 - 4
- Enfida Sports - Sporting Club de Ben Arous : 1 - 1 (t. a. b. :4 - 3)
- Étoile sportive de Radès - Club sportif de Korba : 3 - 2
- Croissant sportif de M'saken - Union sportive El Ansar (Dar Chaâbane) : 0 - 1
- Union sportive de Djedeida - Club sportif de Makthar : 3 - 2
- Association sportive Ittihad - Étoile olympique La Goulette Kram : 0 - 0 (t. a. b.: 5 - 3)
- Kalâa Sport - Association sportive de Hammamet : 3 - 0
- Union sportive de Siliana - Association sportive de Ghardimaou : 3 - 2
- Avenir populaire de Soliman - Stade nabeulien : 1 - 0
- Étoile sportive de Tajerouine - Club medjezien : 1 - 2
- Tinja Sport - Club sportif de Bargou : 1 - 0
- El Ahly Mateur - El Alia Sport : 2 - 0
- Club sportif des municipaux bat Aigle sportif de Metline
- Étoile sportive khmirienne (Aïn Draham) - Association sportive de l'Ariana : 0 - 0 (t. a. b. :3 - 2)
- STIR sportive de Zarzouna - Étoile sportive du Fahs : 1 - 1 (t. a. b. :5 - 4)
- Football Club de Jérissa bat Astre sportif de Menzel Jemil
- Jendouba Sports - Eclair testourien : 3 - 0
- Avenir sportif keffois de Barnoussa - Dahmani Athlétique Club : 4 - 2
- Hirondelle sportive de Kalâa Kebira  - Club sportif de Menzel Bouzelfa : 0 - 0 (t. a. b. : 7 - 6)
- Jeunesse sportive d'El Omrane - Jeunesse sportive de La Manouba : 1 - 0
- Badr sportif d'El Aïn - Tataouine Sport : 0 - 1
- Football Mdhilla Club - Jeunesse sportive de Oudhref : 2 - 1
- Sporting Club de Moknine - Chehab sportif de Ouerdanine : 2- 0
- Avenir sportif de Gabès - Stade gabésien : 1 - 1 (t. a. b. : 5 - 4)
- Mareth Sport - Union sportive de Ben Guerdane : 0 - 1
- Association sportive de Djerba - Étoile sportive de Gabès : 1- 0
- Flèche sportive de Gafsa Ksar - Avenir sportif de Tozeur : 0 - 0 (t. a. b. : 6 - 7)
- El Gawafel sportives de Gafsa-Ksar bat Aigle sportif de Jelma
- Ennahdha sportive de Jemmel - Gazelle sportive de Moularès : Forfait
- Union sportive de Ksibet el-Médiouni - Olympique de Médenine : 0 - 0 (t. a. b. : 5 - 4 )
- Kerkennah Sport bat Progrès sportif de Sakiet Eddaïer
- Avenir sportif de Rejiche - Étoile sportive de Métlaoui : 2 - 0
- Espoir sportif de Haffouz bat El Makarem de Mahdia
- Wided sportif d'El Hamma - Espoir sportif de Jerba Midoun : 2 - 1
- Club Ahly de Sfax - Croissant sportif de Redeyef : 2 - 1
- Stade sportif gafsien - Union sportive de Sbeïtla : 2 - 1
- Stade sportif de Meknassy - Club sportif de Khniss : 0 - 1
- Gazelle sportive de Bekalta - Club sportif de Nefta : 2 - 0
- Flambeau sportif de Sahline - Union sportive de Métouia : 0 - 2
- Club olympique de Sidi Bouzid - Étoile sportive de Fériana : 2 - 0
- Association sportive de Mahrès - Jeunesse sportive de Rogba : 3 - 0

### Deuxième tour
Le tour voit la participation de 72 clubs : 42 qualifiés du premier tour, les quatorze clubs de Ligue II, appelée division d'honneur, et les seize représentants des ligues régionales.
- Étoile sportive de Gaâfour (Ligue Nord Ouest) - Avenir sportif d'Oued Ellil (Ligue II) : 0 - 1
- Mouldia sportive de Den Den - Association sportive de Sakiet Sidi Youssef (Ligue Nord-Ouest) : 2 - 0
- Association Mégrine Sport - Espoir sportif de Bouficha (Ligue Centre) : 1 - 0
- Enfida Sports - Espoir sportif de Tazarka (Ligue Tunis-Cap Bon) : 2 - 1
- Corail sportif de Tabarka (Ligue Nord) - Étoile sportive de Radès : 0 - 1
- Union sportive El Ansar (Dar Chaâbane) - Croissant sportif d'Akouda (Ligue Centre) : 0 - 1
- Club sportif des cheminots (Ligue II) - Union sportive de Borj Amri (Ligue Nord) : 5 - 0
- Union sportive de Djedeida - Association sportive Ittihad : 1 - 3
- Grombalia Sports (Ligue II) - Kalâa Sport : 3 - 0
- Union sportive de Siliana - Avenir populaire de Soliman : 3 - 2
- Union sportive de Bousalem (Ligue II) - Club medjezien : 1 - 2
- Tinja Sport - Stade africain de Menzel Bourguiba (Ligue II) : 0 - 1
- El Ahly Mateur - Olympique du Kef (Ligue II) : 1 - 4
- Ibn Khaldoun Sport (Ligue Tunis-Cap Bon) - Club sportif des municipaux : 1 - 2
- Étoile sportive khmirienne (Aïn Draham) - STIR sportive de Zarzouna : 3 - 0
- Football Club de Jérissa - Jendouba Sports : 2 - 1
- Avenir sportif keffois de Barnoussa - Hirondelle sportive de Kalâa Kebira : 1 - 1 (t. a. b. : 3 - 4)
- Étoile sportive de Béni Khalled (Ligue II) -  Jeunesse sportive d'El Omrane : 1 - 2
- Tataouine Sport - Avenir sportif de Kasserine (Ligue II) : 1 - 2
- Football Mdhilla Club - Sporting Club de Moknine : 4- 1
- Avenir sportif de Gabès - Union sportive d'Ajim (Djerba ; Ligue Sud-Est) : 2 - 1
- Stade sportif sfaxien (Ligue II) - Union sportive de Ben Guerdane : 3- 0
- Association sportive de Djerba -Avenir sportif de Tozeur : 0 - 0 (t. a. b. : 3 - 4)
- Club sportif de Hzag (Ligue Sud) - Club sportif hilalien (Ligue II) : 2 - 3
- El Gawafel sportives de Gafsa-Ksar - Astre sportif de Souk Lahad (Ligue Sud-Ouest) : 4 - 0
- Ennahdha sportive de Jemmel - STIA de Sousse (Ligue II) : 2 - 1
- La Palme sportive de Tozeur (Ligue II) - Stade soussien (Ligue II) : 1 - 1 (t. a. b. : 5 - 6)
- Union sportive de Ksour Essef (Ligue Centre-Est) - Kerkennah Sport : 0 - 0 (t. a. b. : 4 - 5)
- Avenir sportif de Rejiche - Espoir sportif de Haffouz : 1 - 1 (t. a. b. : 4 - 5)
- Union sportive de Ksibet el-Médiouni - Wided sportif d'El Hamma : 1 - 1 (t. a. b. : 4 - 2 )
- Aigle sportif de Téboulba (Ligue Centre-Est) - Club Ahly de Sfax : 1 - 2
- Stade sportif gafsien - Club sportif de Khniss : Forfait
- Gazelle sportive de Bekalta - Union sportive de Métouia : 4 - 2
- Sfax railway sport (Ligue II) - Baâth sportif de Essouassi (Ligue Sud) : 11 - 0
- Club olympique de Sidi Bouzid - Astre sportif de Degache (Ligue Sud-Ouest) : 3 - 0
- Teboulbou sportif de Gabès (Ligue Sud-Est) - Association sportive de Mahrès : 2 - 1

### Troisième tour
Le tour se dispute entre les 36 équipes qualifiées du deuxième tour.
- Avenir sportif d'Oued Ellil - Mouldia sportive de Denden : 1 - 0
- Association Mégrine Sport - Enfida Sports : 3 - 1
- Étoile sportive de Radès - Croissant sportif d'Akouda : 1 - 0
- Club sportif des cheminots - Association sportive Ittihad : 2 - 1
- Grombalia Sports - Union sportive de Siliana : 2 - 1
- Club medjezien - Stade africain de Menzel Bourguiba : 3 - 1
- Olympique du Kef - Club sportif des municipaux : 2 - 1
- Étoile sportive khmirienne (Aïn Draham) - Football Club de Jérissa : 0 - 0 (t. a. b. : 5 - 4)
- Hirondelle sportive de Kalâa Kebira - Jeunesse sportive d'El Omrane : 2 - 0
- Avenir sportif de Kasserine - Football Mdhilla Club : 5- 1
- Avenir sportif de Gabès - Stade sportif sfaxien : 0 - 0 (t. a. b. : 3 - 4)
- Avenir sportif de Tozeur - Club sportif hilalien : 1 - 0
- El Gawafel sportives de Gafsa-Ksar - Ennahdha sportive de Jemmel : 1 - 0
- Stade soussien - Kerkennah Sport : 4 - 0
- Espoir sportif de Haffouz - Union sportive de Ksibet el-Médiouni : 3 - 1
- Club Ahly de Sfax - Stade sportif gafsien : 4 - 1
- Gazelle sportive de Bekalta - Sfax railway sport : 0 - 2
- Club olympique de Sidi Bouzid - Teboulbou sportif de Gabès : 2 - 0

### Seizièmes de finale
32 équipes participent à ce tour, les 18 qualifiés du tour précédent et les quatorze clubs de la division nationale (Ligue I).
| Équipe 1                                | Équipe 2                            | Score 90' | Score 120' | Tirs au but |
| --------------------------------------- | ----------------------------------- | --------- | ---------- | ----------- |
| Club africain                           | Olympique de Béja                   | 1 - 0     |            |             |
| Jeunesse sportive kairouanaise          | Sfax railway sport                  | 1 - 0     |            |             |
| Avenir sportif de Kasserine             | Olympique du Kef                    | 2 - 0     |            |             |
| Océano Club de Kerkennah                | Hirondelle sportive de Kalâa Kebira | 3 - 1     |            |             |
| Union sportive monastirienne            | Stade tunisien                      | 1 - 2     |            |             |
| Grombalia Sports                        | Avenir sportif d'Oued Ellil         | 2 - 1     |            |             |
| Étoile sportive du Sahel                | Club sportif des cheminots          | 3 - 2     |            |             |
| Avenir sportif de La Marsa              | Avenir sportif de Tozeur            | 5 - 0     |            |             |
| Club olympique de Sidi Bouzid           | Club sportif sfaxien                | 1 - 2     |            |             |
| El Gawafel sportives de Gafsa-Ksar      | Club athlétique bizertin            | 1 - 1     | 1 - 1      | 3 - 4       |
| Club olympique des transports           | Club sportif de Hammam Lif          | 0 - 1     |            |             |
| Espoir sportif de Haffouz               | Stade sportif sfaxien               | 0 - 1     |            |             |
| Espérance sportive de Tunis             | Club Ahly de Sfax                   | 10 - 0    |            |             |
| Stade soussien                          | Club medjezien                      | 1 - 1     | 2 - 3      |             |
| Étoile sportive khmirienne (Aïn Draham) | Espérance sportive de Zarzis        | 0 - 2     |            |             |
| Étoile sportive de Radès                | Association Mégrine Sport           | 2 - 0     |            |             |

### Huitièmes de finale
| Date           | Équipe 1                     | Équipe 2                       | Score 90' | Score 120' | Tirs au but |
| -------------- | ---------------------------- | ------------------------------ | --------- | ---------- | ----------- |
| 29 mars 1992   | Club medjezien               | Étoile sportive de Radès       | 1 - 0     |            |             |
| 29 mars 1992   | Olympique du Kef             | Club sportif de Hammam Lif     | 2 - 0     |            |             |
| 29 mars 1992   | Stade tunisien               | Avenir sportif de La Marsa     | 1 - 0     |            |             |
| 29 mars 1992   | Club africain                | Espérance sportive de Tunis    | 0 - 0     | 1 - 0      |             |
| 29 mars 1992   | Club sportif sfaxien         | Océano Club de Kerkennah       | 0 - 0     | 2 - 2      | 4 - 5       |
| 29 mars 1992   | Club athlétique bizertin     | Stade sportif sfaxien          | 4 - 1     |            |             |
| 29 mars 1992   | Grombalia Sports             | Jeunesse sportive kairouanaise | 3 - 0     |            |             |
| 1er avril 1992 | Espérance sportive de Zarzis | Étoile sportive du Sahel       | 0 - 0     | 0 - 0      | 2 - 3       |

### Quarts de finale
| Date        | Équipe 1                 | Équipe 2                 | Score 90' | Score 120' | Tirs au but |
| ----------- | ------------------------ | ------------------------ | --------- | ---------- | ----------- |
| 31 mai 1992 | Océano Club de Kerkennah | Club athlétique bizertin | 1 - 0     |            |             |
| 31 mai 1992 | Club africain            | Grombalia Sports         | 1 - 0     |            |             |
| 31 mai 1992 | Étoile sportive du Sahel | Olympique du Kef         | 0 - 0     | 1 - 1      | 5 - 4       |
| 31 mai 1992 | Club medjezien           | Stade tunisien           | 2 - 4     |            |             |

### Demi-finales
| Date         | Équipe 1                 | Équipe 2                 | Score 90' | Score 120' | Tirs au but |
| ------------ | ------------------------ | ------------------------ | --------- | ---------- | ----------- |
| 14 juin 1992 | Étoile sportive du Sahel | Club africain            | 0 - 0     | 0 - 0      | 3 - 4       |
| 14 juin 1992 | Stade tunisien           | Océano Club de Kerkennah | 1 - 0     |            |             |

### Finale
| Date         | Équipe 1      | Équipe 2       | Score 90' |
| ------------ | ------------- | -------------- | --------- |
| 21 juin 1992 | Club africain | Stade tunisien | 2 - 1     |

Les buts de la finale sont marqués par Sabri Bouhali (9e min et 52e min) pour le Club africain et par Amor Hammami (56e min) pour le Stade tunisien. La rencontre est dirigée par Rachid Ben Khedija, Mondher Bartakiz et Taoufik Ghedira alors que Ezzeddine Chaâbani officie en tant que quatrième arbitre.
Les formations alignées sont :
- Club africain (entraîneur : Ilie Balaci) : Adel Hammami - Sayed Bergaoui, Adel Rouissi, Lotfi Mhaissi, Fodil Megharia, Sami Elmi, Sami Nasri, Samir Sellimi, Adel Sellimi, Sabri Bouhali (puis Khaled Saïdi), Sami Touati (puis Lassâad Hanini)
- Stade tunisien (entraîneur : Ezzeddine Bezdah) : Hatem Badr - Taoufik Mhedhebi, Yacine Dehliz, Mohamed Hachiche, Faouzi Ben Farhat, Tarek Haouari, Samir Fejira, Abdelhamid Hergal, Kamel Khemiri (puis Najmeddine Mahroug), Hechmi Sassi (puis Fethi Jelassi), Amor Hammami

## Meilleur buteur
Adel Jabbari (EST), Noureddine Bargui (GS), Adel Ben Zine (ASM), Imed Ayari (OK) et Mourad Rannen (CSS) marquent chacun trois buts dans cette compétition.